# Rekareka
Rekareka is een atol in de eilandengroep van de Tuamotuarchipel (Frans-Polynesië). Het atol behoort tot de gemeente Hao. In 2017 was het eiland niet permanent bewoond. 

## Geografie
Rekareka ligt 70 km ten noordwesten van Tauere en 773 km ten oosten van Tahiti. Het is een ovaalvormig atol met een lengte van 3,3 km en een breedte van 2,0 km. Het landoppervlak bedraagt 1,6 km². Het wateroppervlak van de lagune is 2,5 km².
Het eiland ontstond rond de top van een vulkaan die 46,4 tot 46,8 miljoen jaar geleden 1735 meter van de zeebodem omhoog rees.

## Geschiedenis
De eerste Europeaan die melding maakte van het eiland is de Spaanse zeevaarder Pedro Fernández de Quirós in 1606. In de negentiende eeuw werd het eiland territoriaal bezit van Frankrijk. Er woonden toen ongeveer 30 mensen. De aanplant en winning van kopra werd toen een belangrijke economische activiteit. 

## Ecologie
Op het eiland komen 38 vogelsoorten voor waaronder zeven soorten van de Rode Lijst van de IUCN waaronder de phoenixstormvogel (Pterodroma alba) en de endemische tuamotujufferduif (Ptilinopus coralensis) en zuidzeewulp (Numenius tahitiensis).